# Сенсер, Исидор
Исидор Сенсер (нидерл. Isidore Censer; 14 февраля 1898 — 23 марта 1973) — бельгийский шахматист.

## Биография
Исидор Сенсер был одним из ведущих шахматистов Бельгии в конце 1920-х и в начале 1930-х годов. В 1923 году в Брюсселе он выиграл побочный турнир в 1-м шахматном кубке «La Nation Belge». В 1930 году Исидор Сенсер участвовал в международном шахматном турнире в Брюсселе. В 1931 году он занял 3-е место в чемпионате Бельгии по шахматам.
Исидор Сенсер дважды играл за Бельгию на шахматных олимпиадах:
- в 1927 году на второй доске на 1-й шахматной олимпиаде в Лондоне (+3, = 3, -9),
- в 1928 году на третьей доске на 2-й шахматной олимпиаде в Гааге (+4, = 7, -5).

По профессии он был алмазным торговцем.